# Nicola Kuhn
Nicola Kuhn (* 20. März 2000 in Innsbruck, Österreich) ist ein spanisch-deutscher Tennisspieler. Nachdem er zeitweise für Spanien gespielt hatte, tritt er seit 2021 wieder für Deutschland an.

## Leben
Nicola Kuhn wurde in Österreich als Kind einer Russin und eines Deutschen geboren. Auch seine Eltern waren erfolgreiche Sportler: Sein Vater war Weltmeister im Taekwondo, seine Mutter eine Eiskunstläuferin. Er wuchs größtenteils in Ludwigshafen auf, verbrachte jedoch schon früh viel Zeit in der Nähe von Alicante in Spanien, wo die Eltern ein Ferienhaus besitzen. Er wuchs viersprachig auf (Deutsch, Englisch, Russisch und Spanisch) und lebte schließlich ab seinem 12. Lebensjahr in der Equelite Academy des Ex-Weltranglistenersten Juan Carlos Ferrero. Während Kuhn in Spanien einige Jugendtitel gewann, bemühte sich auch der DTB um ihn, sodass der Deutsch-Spanier unter deutscher Flagge u. a. die Titel bei den U14-Europa- sowie Weltmeisterschaften gewinnen konnte. Außerdem erreichte er das Finale des U16-Junior-Davis-Cups.
Schließlich entschied sich Nicola Kuhn ab 2016 für Spanien anzutreten. Seit Oktober 2021 tritt er wieder für Deutschland an.

## Karriere

### Junior Tour
Seit 2014 nahm Kuhn an Turnieren der ITF Junior Tour teil. Seine kombinierte Höchstposition in der Weltrangliste war ein fünfter Rang, den er Anfang 2017 erreichte. Zu seinen größten Erfolgen auf der Tour gehören jeweils bei den French Open eine Halbfinalteilnahme 2016 im Einzel, wo er Félix Auger-Aliassime unterlag, und ein Finaleinzug 2017 gegen Alexei Popyrin. Beim selben Turnier gewann er 2017 zudem mit Zsombor Piros die Doppelkonkurrenz.

### Profi-Tour
Auf der Profi-Tour spielte Kuhn erstmals 2015 auf der drittklassigen ITF Future Tour. Erste Erfolge konnte er 2017 verbuchen, als er seine Juniorenkarriere schon für beendet erklärt hatte. In Ungarn gewann er seinen ersten Future-Titel. Nachdem er 2016 in Meerbusch sein erstes Match auf der höher dotierten ATP Challenger Tour gewonnen hatte, erreichte er im Juli 2017 als Nummer 501 der Weltrangliste – seine bis dahin höchste Position – aus der Qualifikation heraus das Finale des Challengerturniers in Braunschweig. Dort stand ihm der Kroate Viktor Galović gegenüber, der zuvor neun Matches in Folge gewonnen hatte. Galović musste bei 4:2-Führung für Kuhn im dritten Satz aufgeben, sodass Kuhn seinen ersten Challengertitel gewann. Dieser brachte ihm insgesamt 131 Weltranglistenpunkte ein, die ihn bis auf Rang 242 des Tableaus springen ließen.

## Erfolge
| Legende (Anzahl der Siege)  |
| Grand Slam                  |
| ATP World Tour Finals       |
| ATP World Tour Masters 1000 |
| ATP World Tour 500          |
| ATP World Tour 250          |
| ATP Challenger Tour (3)     |

### Einzel

#### Turniersiege
| Nr. | Datum          | Turnier      | Belag | Finalgegner    | Ergebnis             |
| --- | -------------- | ------------ | ----- | -------------- | -------------------- |
| 1.  | 15. Juli 2017  | Braunschweig | Sand  | Viktor Galović | 2:6, 7:5, 4:2 aufgg. |
| 2.  | 4. August 2019 | Segovia      | Sand  | Pawel Kotow    | 6:2, 7:64            |

### Doppel

#### Turniersiege
| Nr. | Datum            | Turnier  | Belag         | Partner               | Finalgegner                      | Ergebnis         |
| --- | ---------------- | -------- | ------------- | --------------------- | -------------------------------- | ---------------- |
| 1.  | 11. Februar 2018 | Budapest | Hartplatz (i) | Félix Auger-Aliassime | Marin Draganja Tomislav Draganja | 2:6, 6:2, [11:9] |